# The Swarm
Ej att förväxla med TV-serien Swarm
The Swarm är en tyskproducerad, internationell science fiction- och dramaserie från 2023 med premiär i Tyskland den 22 februari, och premiär i Sverige på strömningstjänsten Viaplay den 28 maj samma år. Serien har utvecklats av Frank Doelger och Frank Schätzing medan Steven Lally, Marissa Lestrade, Chris Lunt och Michel A. Walker skrivit manus. Den har regisserats av Luke Watson, Barbara Eder och Philipp Stölzl och är baserad på Frank Schätzings roman med samma namn. Första säsongen består av åtta avsnitt.

## Handling
Serien kretsar kring hur mänskligheten tvingas att bekämpa en okänd fiende i form av en svärm med en till synes hög intelligens som verkar ha sitt ursprung långt nere i havsdjupen. Livet under vattenytan har fått nog av att människan förstört deras livsmiljö och nu ska det hämnas.

## Rollista (i urval)
- Krista Kosonen – Tina Lund
- Alexander Karim – Dr. Sigur Johanson
- Cécile de France – Dr. Cécile Roche
- Barbara Sukowa – Dr. Katherina Lehmann
- Rosabell Laurenti Sellers – Alicia Delaware
- Richard Ulfsäter
- Eva Röse